# 록맨 X3
《록맨 X3》(Mega Man X3)은 캡콤이 만든 액션게임 록맨 X의 3번째 작품이다.

## 록맨 X3의 8 보스 일람
익스플로드 호네크(Explose Horneck)/블러스트 호넷(Blast Hornet)
벌 형태의 레프리로이드로 약점은 그래비티 비트부드의 무기 버그 홀.
무기:패러사이틱 봄(Parasitic Bomb) - 폭탄을 발사. 폭탄은 적에 달라붙어 주변에 있는 다른 적에 부딪쳐 자폭하도록 한다. 차지 시 엑스 주변에 4개의 포인트를 만들어 잡은 목표물에 벌 모양의 유도탄을 발사한다.
프로즌 버팔리오(Frozen Buffalio)/블리자드 버팔로(Blizzard Buffalo) 이명은 '백은의 설인(白銀の雪男)'
황소 형태의 레프리로이드로 Dr. 도플러에게 개조당한 다음에 도시를 얼려버리고 얼음을 조각하는 예술가 스케일인 큰 작업을 하고 있었다. 스테이지 후반부에 대쉬 점프로 맥스 아머 풋파츠 획득 가능하는데, 얼음 때문에 미끄러지기 쉬우므로 각별히 주의. 록맨 X4의 프로스트 키바토도스 스테이지 시작 때 얼음에 갇혀있는 신세가 된다.  약점은 익스플로드 호네크의 패러사이틱 봄.
무기:프로스트 실드(Frost Shield) - 짧은 얼음 미사일을 발사. 적이나 벽에 닿으면 폭발하여 바닥에 붙는다. 차지 시 얼음이 커지며, 물 속에서 사용하면 얼음이 더 커진다.
애시드 시포스(Acid Seaforce)/톡식 시호스(Toxic Seahorse) 이명은 '수룡의 프레지던트(水龍のプレジデント)'
해마 형태의 레프리로이드로 몸이 액체금속으로 구성되어있기 때문에 자기 몸을 액체화시킨 뒤 바닥에 녹아들어 숨어버리는 게 가능하다. 약점은 프로즌 버팔리오의 프로스트 실드로 보스가 점피하여 착지하는 시점에 발사하면 손쉽게 클리어 가능.
무기:애시드 러쉬(Acid Rush) - 독액을 발사. 독액은 바닥에 닿으면 사방으로 터진다. 차지 시 바닥에 바운드되는 독액 2개를 발사한다.
스크류 마사이더(Screw Masaider)/터널 리노(Tunnel Rhino)
코뿔소 형태의 레프리로이드로 약점은 애시드 시포스의 무기 애시드 러쉬.
무기:토네이도 팽(Tornado Fang) - 드릴을 발사. 특정 지형을 파괴할 수 있다. 차지 시 연속으로 드릴을 사용한다.
일렉트로 나마즈로스(Electro Namazuros)/볼트 캣피쉬(Volt Catfish) 이명은 '레스큐 발전소(レスキュー発電所)'
전기메기 형태의 레프리로이드로 약점은 스크류 마사이더의 무기 토네이드 팽.
무기:트라이어드 썬더(Tried Thunder) - 엑스 주변에 삼각형 모양의 전기막을 생성. 차지 시 지진을 일으켜 바닥을 이동하는 전기의 구(球) 2개를 만들며, 특정 지형을 파괴할 수도 있다.
시저스 쉬림퍼(Scissors Shrimper)/크러쉬 크로피쉬(Crush Crawfish) 이명은 '7대양의 파괴신(七つの海の破壊神)'
가재 형태의 레프리로이드로 원래 군용으로 제작되었지만 적 아군을 구분 못하고 파괴행동을 일삼는 매우 위험한 레플리로이드였기에 봉인되었다. 그러나 Dr. 도플러의 반란 때 깨어나게 된다. 약점은 일렉트로 나마즈로스의 무기 트라이어드 썬더.
무기:스피닝 블레이드(Spinning Blade) - 위아래로 회전톱을 발사. 차지 시 큰 회전톱을 꺼내며, 360도 방향전환이 가능하다. 샤이닝 타이거드와 바바, 시그마 1차 형태의 약점무기로 록맨 X3의 최강의 무기이다.
샤이닝 타이거드(Shining Tigerd)/네온 타이거(Neon Tiger) 이명은 '정글의 수호신(ジャングルの守護神)'
호랑이 형태의 레프리로이드로 햇빛을 에너지원으로 삼아 정글에 남은 몇 안되는 야생동물들을 밀렵꾼으로부터 지키고 있었다. 태양 에너지를 동력으로 움직이기 때문에, 그의 힘은 해가 떠 있는 한 떨어질 일이 없다고 한다. Dr. 도플러의 손에 의해 이레귤러화된 후에는 정글을 전선기지로 삼았다. 약점은 시저스 쉬림퍼의 무기 스피닝 블레이드. 맞는 즉시 바로 추락하기 때문에 머리 위로 떨어지지 않게 주의해야 한다.
무기:레이 스플래셔(Ray Splasher) - 네온빔을 연속으로 난사. 차지 시 공중에 네온 전구를 띄워 사방으로 네온빔을 발사한다.
그래비티 비트부드(Gravity Beetbood)/그래비티 비틀(Gravity Beetle)
장수풍뎅이 형태의 레프리로이드 약점은 샤이닝 타이거드의 무기 레이 스플레셔.
무기:버그 홀(Bug Hole)/그래비티 웰(Gravity Well) - 중력구를 발사. 중력구는 주변의 적들을 파괴한 뒤 회수된다. 차지 시 중력구를 공중에 띄워 중력을 역전시킨다. 약한 적들은 한번에 파괴된다.

## 평가
| 평가 |                                            |
| --- | ------------------------------------------ |
| 평론 점수 평론사 점수 올게임 SNES: [ 7 ] EGM SNES: 7.375/10 [ 8 ] 패미츠 SNES: 25 of 40 [ 9 ] SAT: 25 of 40 [ 10 ] PS1: 25 of 40 [ 11 ] 게임팬 SNES: 87 of 100 [ 12 ] SAT: 71 of 100 [ 13 ] 게임프로 SNES: [ 14 ] 닌텐도 파워 SNES: (3.43/5) [ 15 ] en:Game Players SNES: 81 of 100 [ 16 ] en:Super Play SNES: 70% [ 17 ] Saturn Power SAT: 23% [ 18 ] en:Sega Saturn Magazine SAT: 66% [ 4 ] en:Computer Games Magazine PC: [ 19 ] |                                            |
| 평론 점수 |                                            |
| 평론사 | 점수                                       |
| 올게임 | SNES:                                      |
| EGM | SNES: 7.375/10                             |
| 패미츠 | SNES: 25 of 40 SAT: 25 of 40 PS1: 25 of 40 |
| 게임팬 | SNES: 87 of 100 SAT: 71 of 100             |
| 게임프로 | SNES:                                      |
| 닌텐도 파워 | SNES: (3.43/5)                             |
| en:Game Players | SNES: 81 of 100                            |
| en:Super Play | SNES: 70%                                  |
| Saturn Power | SAT: 23%                                   |
| en:Sega Saturn Magazine | SAT: 66%                                   |
| en:Computer Games Magazine | PC:                                        |